# Netoge no yome wa onna no ko janai to omotta?
Netoge no yome wa onna no ko janai to omotta? (ネトゲの嫁は女の子じゃないと思った?) est un light novel japonais, écrit par Shibai Kineko et illustré par Hisasi. ASCII Media Works a publié vingt-trois volumes depuis 2013 sous leur label Dengeki Bunko. Une adaptation manga dessinée par Kazui Ishigami est prépublié depuis le 30 août 2014 dans le magazine Dengeki G's Comic d'ASCII Media Works. Une adaptation en anime produite par project No.9 est annoncée pour avril 2016,.

## Synopsis
Hideki Nishimura a avoué ses sentiments à une fille sur un jeu en ligne, cependant cette fille s'est révélée être un homme dans la vie réelle. Ce dernier décide de garder cette sombre partie de sa vie pour le passé et de ne plus jamais faire confiance aux "femmes" sur les jeux en ligne. Cependant, un jour une fille en ligne lui avoue être amoureuse de lui et cette fois-ci il s'agit bien d'une lycéenne nommée Ako Tamaki. Ako ne peut pas faire la différence entre le monde en ligne et la réalité et possède de grosses difficultés à communiquer avec les autres dans la vie réelle. Hideki et ses amis de la guilde décident de la guérir dans le monde réel et de la faire réagir.

## Personnages
Hideki Nishimura (西村 英騎, Nishimura Hideki) / Rusian
Voix japonaise : Toshiyuki Toyonaga
Hideki Nishimura est un étudiant qui passe son temps sur les jeux en ligne. Il est grand et a les cheveux bruns. Il utilise "Rusian" (ou "Lucian") comme pseudonyme, et est marié à Ako dans le monde virtuel. Il a pour but de lui faire différencier le monde réel du monde virtuel, et veut qu'elle l'aime en tant que Nishimura et non en tant que Rusian. Il joue le rôle du tank.
Ako Tamaki (玉置 亜子, Tamaki Ako) / Ako
Voix japonaise : Rina Hidaka
C'est la femme de Rusian en ligne. Elle se révèle être une fille très timide dans la vraie vie qui, en plus de mal supporter les gens normaux, ne parvient pas à distinguer le monde réel du monde virtuel. Ainsi, elle continue d'appeler Nishimura par son pseudonyme "Rusian", et a appelé son personnage comme elle : "Ako". Elle est dans la même école que lui mais est souvent absente en cours. C'est la "healeuse" du groupe.
Akane Segawa (瀬川 茜, Segawa Akane) / Schwein
Voix japonaise : Inori Minase
Tsundere en puissance, elle étudie dans le même établissement que Nishimura et Ako. Elle est petite, blonde, a des couettes et complexe sur ses petites formes. Elle trouve Nishimura dégoûtant au début de la série. Elle a pris le pseudo "Shwein" sans savoir que cela voulait dire "cochon" en allemand. Elle joue un homme en ligne et a le rôle du DPS.
Kyō Goshōin (御聖院 杏, Goshōin Kyō) / Apricot
Voix japonaise : Mao Ichimichi
Chef de la guilde des chats de gouttières qui réunit les protagonistes, elle est aussi la chef du conseil des étudiants du lycée. Elle est la fille unique de parents riches, elle n'hésite pas à se procurer toutes sortes d'objets grâce à son compte premium (bien qu'elle affirme les avoir acheté avec son argent). Elle joue aussi un homme en ligne ("Apricot") et est la mage du groupe.
Nanako Akiyama (秋山 奈々子, Akiyama Nanako) / Sette
Voix japonaise : Hitomi Ohwada
Camarade timide de Akane Segawa, elle rejoint le groupe relativement tard en tant qu'invocatrice.
Yui Saitō (斉藤 結衣, Saitō Yui) / Nekohime
Voix japonaise : Yoshino Nanjō (en)
C'est la fille à qui Nishimura a avoué ses sentiments en tant que Rucian. Elle s'est alors fait passer pour un homme âgé car elle est aussi son professeur dans la vie réelle. En ligne, elle est vénérée par toute une guilde pour son style (elle s'habille avec des petites robes et des attributs de chats) qui a juré de la protéger.